# Котбус
Котбус (на немски: Cottbus; на долнолужишки: Chóśebuz /ˈxɨɕɛbus/, на горнолужишки: Choćebuz, на полски: Chociebuż, на чешки: Chotěbuz) е вторият по население град в провинция Бранденбург, Германия. Разположен е на река Шпрее. Към 31 декември 2022 година населението на града е 99 424 души.

## Спорт
Представителният отбор на града е Енерги Котбус. В него играе българинът Станислав Ангелов (от 2007 до 2011 г.). Също така бивш техен футболист е Димитър Рангелов.

## Личности, родени в Котбус
- Клаус Цила (р.1953), германски художник

## Побратимени градове
- Монтрьой, Франция (от 1959)
- Гросето, Италия (от 1967)
- Липецк, Русия (от 1974)
- Жельона Гура, Полша (от 1975)
- Търговище, България (от 1975)
- Кошице, Словакия (от 1978)
- Саарбрюкен, Германия (от 1987)
- Гелзенкирхен, Германия (от 1995)
- Нънитън и Бедуърт, Англия (от 1999)